# Ревуцка Љехота
Ревуцка Љехота (слч. Revúcka Lehota) насељено је мјесто са административним статусом сеоске општине (слч. obec) у округу Ревуца, у Банскобистричком крају, Словачка Република.

## Становништво
| Година:    | 1994. | 2004.   | 2014.   | 2024.   |
| ---------- | ----- | ------- | ------- | ------- |
| Број људи: | 339   | 328     | 322     | 318     |
| Разлика:   |       | -3,24 % | -1,82 % | -1,24 % |

| Година:    | 2023. | 2024.   |
| ---------- | ----- | ------- |
| Број људи: | 307   | 318     |
| Разлика:   |       | +3,58 % |

Према подацима о броју становника из 2011. године насеље је имало 326 становника.